# Deutsches Institut für Erfindungswesen
Das Deutsche Institut für Erfindungswesen e. V. (kurz DIE) ist ein gemeinnütziger Verein zur Förderung und Unterstützung des Erfindungswesens in Deutschland. Ein Tätigkeitsbereich des DIE ist die jährliche Verleihung der Rudolf-Diesel-Medaille an Persönlichkeiten aus Wirtschaft, Wissenschaft und Technik.

## Ziele
Der Verein misst Erfindungen und Innovationen eine entscheidende Bedeutung für den Wohlstand, das wirtschaftliche Wachstum sowie der Verbesserung der Lebensqualität Deutschlands bei. Das DIE fördert eine branchenübergreifende Vernetzung sowie den Dialog und Austausch zwischen verschiedenen Branchen, Disziplinen, Praxis und Wissenschaft. Ein Ziel des DIE ist es, diese Innovationserfolge auszuzeichnen.
Im Vergleich zu den Natur- und Technikwissenschaften sind das Innovationsmanagement, Erfindungswesen sowie das damit assoziierte Management geistigen Eigentums (IP-Management) noch junge akademische Disziplinen und Praxisfelder. Gleichzeitig wird das wirtschaftlich-technologische Geschehen, in das die unternehmerischen Handlungen eingebettet ist, immer dynamischer. Das DIE unterstützt die Weiterentwicklung des Erfindungswesens und Innovationsmanagements sowie die Empfehlung und Vermittlung von Erkenntnissen und Erfahrung.
In der Aufgabenumsetzung und in der Erreichung seiner Ziele ist das Deutsche Institut für Erfindungswesen unabhängig und überparteilich.

## Aufgaben
- Verleihung der Rudolf-Diesel-Medaille
- Organisation des Austauschs von Industrievertretern auf Managementebene zu Innovationsthemen im Rahmen des CTO-Forums[3]
- Forschung und Lehre zum Innovations-, Erfindungs- und IP-Management im Rahmen des Graduiertenkollegs der Dieselmedaille und Förderung des Austauschs von Wissenschaft und Praxis durch das Mentorenprogramm[4] und des Graduiertenkollegs
- Förderung des Austauschs von Wissenschaft und Praxis durch die Organisation von Fellowship-Programmen[5] und Corporate-University-Kooperationen[6]
- Bereitstellung von Informationen über Innovationen, Unternehmen und innovatorischen Persönlichkeiten zur Förderung des Dialogs zwischen Wirtschaft und Wissenschaft und der Verbesserung der Innovationskultur[7]
- Unterstützung von Erfindern und Unternehmern in den Bereichen Schutzrechte, Management, Marketing und Finanzierung durch den Austausch von Expertenwissen und die Vermittlung internationaler Netzwerkkontakte
- Veröffentlichung von Positionspapieren zur Unterstützung wirtschaftlicher und politischer Entscheidungsträger mit dem Ziel die Innovationskultur in Deutschland zu verbessern[8]
- Betrieb der Open-Innovation-Plattform Dieselmedaille für die beste Zukunftsidee zur Förderung talentierter Studenten, Absolventen und Doktoranden technischer und naturwissenschaftlicher Fächer[9]

## Organisation
Der Verein gliedert sich in verschiedene Abteilungen und Organe, um seine Aufgaben zu erfüllen.
Die Abteilung Dieselmedaille organisiert die Verleihung der Auszeichnung und begleitet den Nominierungs- und Wahlprozess. Die Nominierung erfolgt durch den technisch-wissenschaftlichen Beirat, der mit Vertretern deutscher Technikverbände und Institutionen unter dem Vorsitz des Sprechers Dieter Spath, Präsident der Deutschen Akademie der Technikwissenschaften besetzt ist. Das Wahlgremium zur Dieselmedaille ist das Dieselkuratorium, welches aus über 50 in unternehmerischer Verantwortung stehenden Technikvorständen mittelständischer Industrieunternehmen besteht. Der Fachbeirat unterstützt das Kuratorium mit Expertise zu Technologiepotentialen und Innovationssystemen. Das Dekanat des Dieselkuratoriums gibt die thematischen Richtlinien für das Forschungsprogramm der Dieselmedaille vor und repräsentiert das Dieselkuratorium gegenüber der Öffentlichkeit. Das Dekanat ist mit ausgewählten Mitgliedern des Dieselkuratoriums besetzt. Die Mitgliedschaft im Dieselkuratorium ist nur durch Kooptation möglich.
Die Abteilung Forum Dieselmedaille organisiert und begleitet die Veranstaltungsreihe CTO-Forum, in denen sich das Dieselkuratorium mit geladenen Gästen trifft und sich zu Innovationsthemen austauscht. Die CTO-Foren werden zu verschiedenen aktuellen Themen ausgerichtet und stehen unter dem Motto: Der CTO verantwortet die technische Vision des Unternehmens. Die Abteilung Forum Dieselmedaille organisiert auch das Graduiertenkolleg mit dessen Mentorenprogramm und die Corporate University zum IP-Management.
Die Abteilung Dieselmedaille beste Zukunftsidee organisiert den Open Innovation Wettbewerb sowie die Verleihung der Auszeichnung.

## Geschichte
Im Jahr 1952 erfolgte die Gründung des Deutschen Erfinderverbandes (DEV) in Nürnberg. Am 24. September 1952 verkündeten die Gründungsmitglieder in Anwesenheit von Eugen Diesel, einem Sohn von Rudolf Diesel, die Stiftung der Rudolf-Diesel-Medaille, die seitdem in mehrjährlichem Turnus vergeben wird.
Am 5. Juli 1969 wurde das Deutsche Institut für Erfindungswesen e. V. in Nürnberg gegründet. Zum Vorsitzenden wurde Wilhelm Stürmer gewählt, der dieses Amt bis November 1978 bekleidete. Auf ihn folgte am 1. Oktober 1979 Ulrich Poppe als neuer Vorsitzender.
Am 22. Mai 1982 wählte die Mitgliederversammlung den Präsidenten des Deutschen Patent- und Markenamtes, Erich Häußer, zum neuen Vorsitzenden. Im Jahr 1993 ergänzte Heinz Hölter den Vorstand und bildete mit Häußer eine Doppelspitze. Im Jahr 1996 wurde Wilhelm Helger in den Vorstand berufen.
Im August 2000 verließen Erich Häußer und Wilhelm Helger den Vorstand. Danach übernahm Norbert Haugg, ehemaliger Vorsitzender Richter am Bundespatentgericht sowie Präsident des deutschen Patent- und Markenamtes, den Vorstand.
Auf Heinz Hölter folgten im Jahr 2002 Viktor Dulger und Hans Rump. Nach dem Tod von Hans Rump im Jahr 2006 ergänzte Paul-Alexander Wacker den Vorstand.
Im Jahr 2009 wählte die Mitgliederversammlung Alexander Wurzer und Heiner Pollert, die bis Ende 2010 gemeinsam mit Paul-Alexander Wacker den Vorstand bildeten. Seit Dezember 2010 besteht der Vorstand aus Alexander Wurzer, Heiner Pollert und Manfred Spaltenberger. Im Jahre 2022 wurde der Patentanwalt Dr. Jochen Reich in den Vorstand berufen.
Der neue Vorstand verkürzte im Jahr 2011 den bis dahin zweijährlichen Vergabe-Turnus der Rudolf-Diesel-Medaille auf ein Jahr.
Am 29. November 2013 feierte die Dieselmedaille ihr 60. Jubiläum.
Am 13. April 2018 wurde im Ehrensaal des Deutschen Museums das 65. Jubiläum gefeiert.